# Kanton Coussey
Coussey is een voormalig kanton van het departement Vosges in Frankrijk. Het kanton maakte deel uit van het arrondissement Neufchâteau tot het op 22 maart 2015 werd opgeheven en de gemeenten werden opgenomen in het aangrenzende kanton Neufchâteau.

## Gemeenten
Het kanton Coussey omvatte de volgende gemeenten:
- Autigny-la-Tour
- Autreville
- Avranville
- Chermisey
- Clérey-la-Côte
- Coussey (hoofdplaats)
- Domrémy-la-Pucelle
- Frebécourt
- Greux
- Harmonville
- Jubainville
- Martigny-les-Gerbonvaux
- Maxey-sur-Meuse
- Midrevaux
- Moncel-sur-Vair
- Punerot
- Ruppes
- Seraumont
- Sionne
- Soulosse-sous-Saint-Élophe
- Tranqueville-Graux